# Sandra Parpan
Sandra Parpan (ur. 7 listopada 1967) – szwajcarska biegaczka narciarska, zawodniczka klubu SC Lenzerheide.
W Pucharze Świata zadebiutowała 14 lutego 1988 roku w Calgary, zajmując 32. miejsce w biegu na 10 km. Mimo kilkukrotnych startów nigdy nie zdobyła pucharowych punktów. W 1988 roku wzięła udział w igrzyskach olimpijskich w Calgary, gdzie zajęła 32. miejsce w biegu na 10 km i szóste w sztafecie. Brała też udział W rozgrywanych rok później mistrzostwach świata w Lahti, zajmując 40. miejsce w biegu na 10 km stylem dowolnym oraz 37. miejsce na dystansie 15 km techniką klasyczną.

## Osiągnięcia

### Igrzyska olimpijskie
| Miejsce | Dzień     | Rok  | Miejscowość | Konkurencja             | Czas biegu | Strata  | Zwyciężczyni  |
| ------- | --------- | ---- | ----------- | ----------------------- | ---------- | ------- | ------------- |
| 32.     | 14 lutego | 1988 | Calgary     | 10 km stylem klasycznym | 30:08,3    | +2:53,7 | Vida Vencienė |
| 4.      | 21 lutego | 1988 | Calgary     | Sztafeta 4 × 5 km       | 59:51,1    | +2:08,3 | ZSRR          |

### Mistrzostwa świata
| Miejsce | Dzień     | Rok  | Miejscowość | Konkurencja             | Czas biegu | Strata  | Zwyciężczyni     |
| ------- | --------- | ---- | ----------- | ----------------------- | ---------- | ------- | ---------------- |
| 40.     | 19 lutego | 1989 | Lahti       | 10 km stylem dowolnym   | 27:04.5    | +3:24,1 | Jelena Välbe     |
| 37.     | 21 lutego | 1989 | Lahti       | 15 km stylem klasycznym | 47:46,6    | +6:58,4 | Marjo Matikainen |

### Puchar Świata

#### Miejsca w klasyfikacji generalnej
- sezon 1987/1988: -
- sezon 1988/1989: -
- sezon 1989/1990: -

#### Miejsca na podium
Parpan nigdy nie stanęła na podium zawodów PŚ.